# Chemical Financial Corporation
Die Chemical Financial Corporation ist eine Holdinggesellschaft, die mit der Chemical Bank nach eigenen Angaben das größte Bankhaus in Michigan besitzt. Das Unternehmen hat seinen Hauptsitz in Detroit und betreibt außerhalb Michigans auch Filialen in Ohio und Indiana. Das Institut wurde 1917 als Chemical State Savings Bank in Midland gegründet. 1937 wurde die Hauptgeschäftsstelle Schauplatz eines Bankraubes, in dessen Folge der Täter Anthony Chebatoris nach Bundesrecht zum Tode verurteilt wurde. Er war die letzte Person, die innerhalb der Grenzen Michigans hingerichtet wurde. Seit 1974 firmiert die Bank als Chemical Bank. Im Jahr 2018 verkündete Chemical seinen Hauptsitz von Midland nach Detroit verlegen zu wollen. Die Chemical Financial Corporation ist Bestandteil des NASDAQ Financial-100-Index.
Im Januar 2019 wurde eine Fusionsabsicht zwischen der Chemical Financial Corporation und der TCF Financial Corporation bekanntgegeben. Die fusionierte Gesellschaft soll unter der Marke TCF Bank operieren und wird ihren Hauptsitz in Detroit haben. Im Februar 2019 wurde verkündet, dass die Chemical Bank die Namensrechte des Cobo Centers für 22 Jahre übernommen habe. Die Chemical Bank will hierfür 1,5 Millionen Dollar pro Jahr zahlen. Nach einer erfolgreichen Fusion mit der TCF Financial Corporation solle der neue Name TCF Center angenommen werden.